# Бражник-нетопырь
Бражник-нетопырь (лат. Hyles vespertilio) — бабочка из семейства бражников (Sphingidae).

## Описание
Размах крыльев 60—80 мм. Передние крылья однотонные серо-голубоватые. Задние крылья красные, красно-розовые, или розовые, с чёрным основанием и чёрной перевязкой перед внешним краем. Известны 2 формы: f. salmonea без красного поля на нижних крыльях, и f. flava с жёлто-черными нижними крыльями.

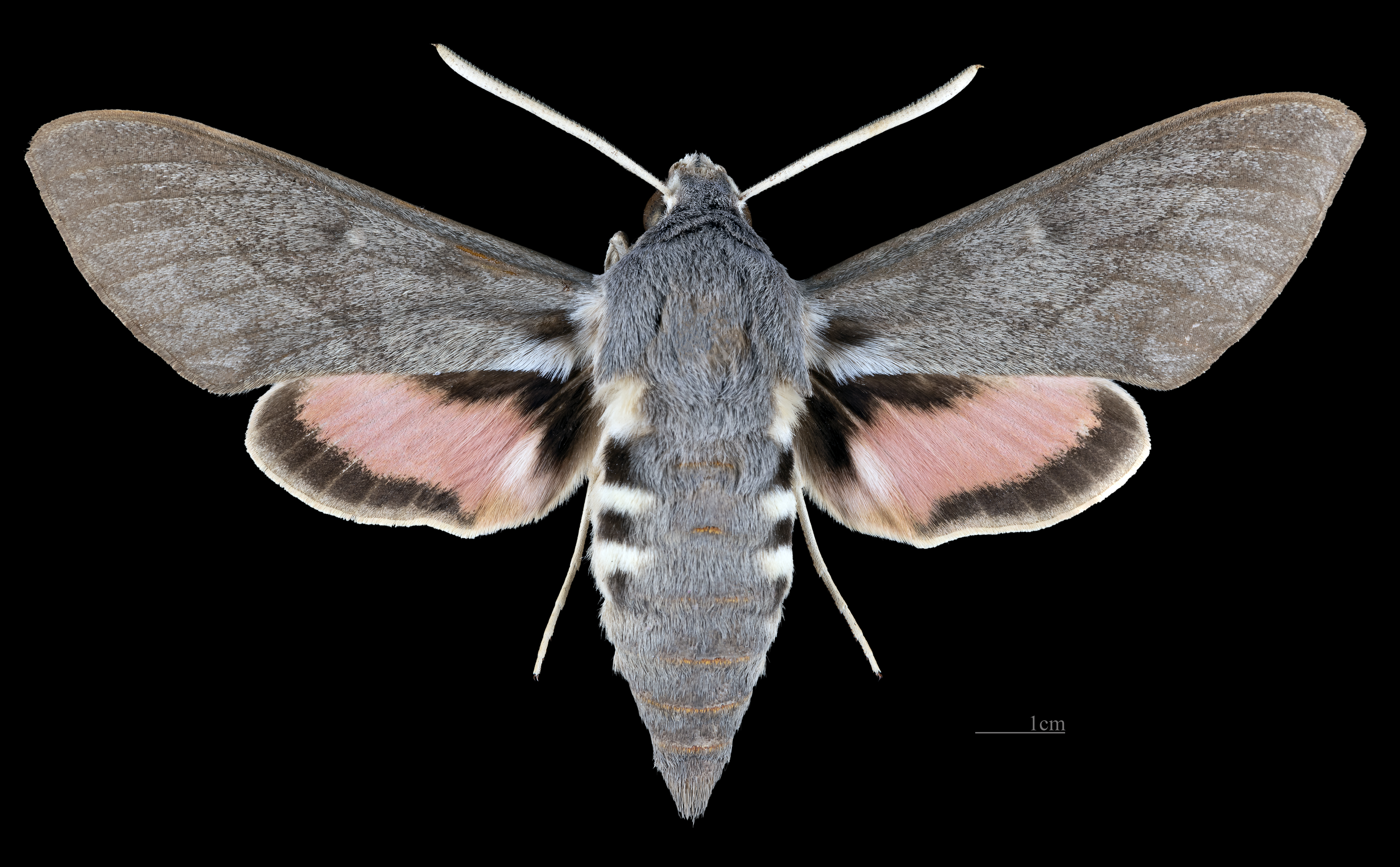
♂
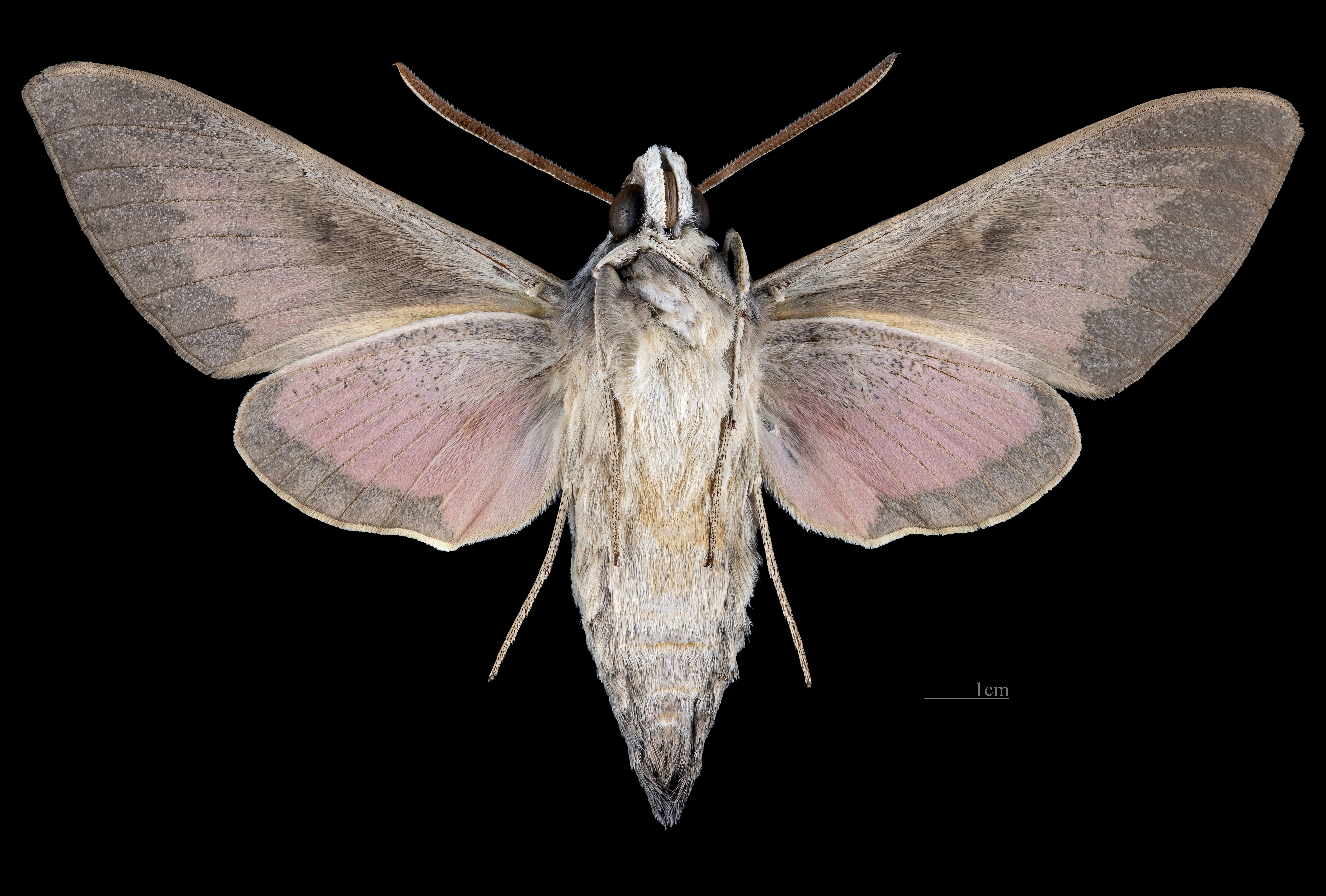
♂ △
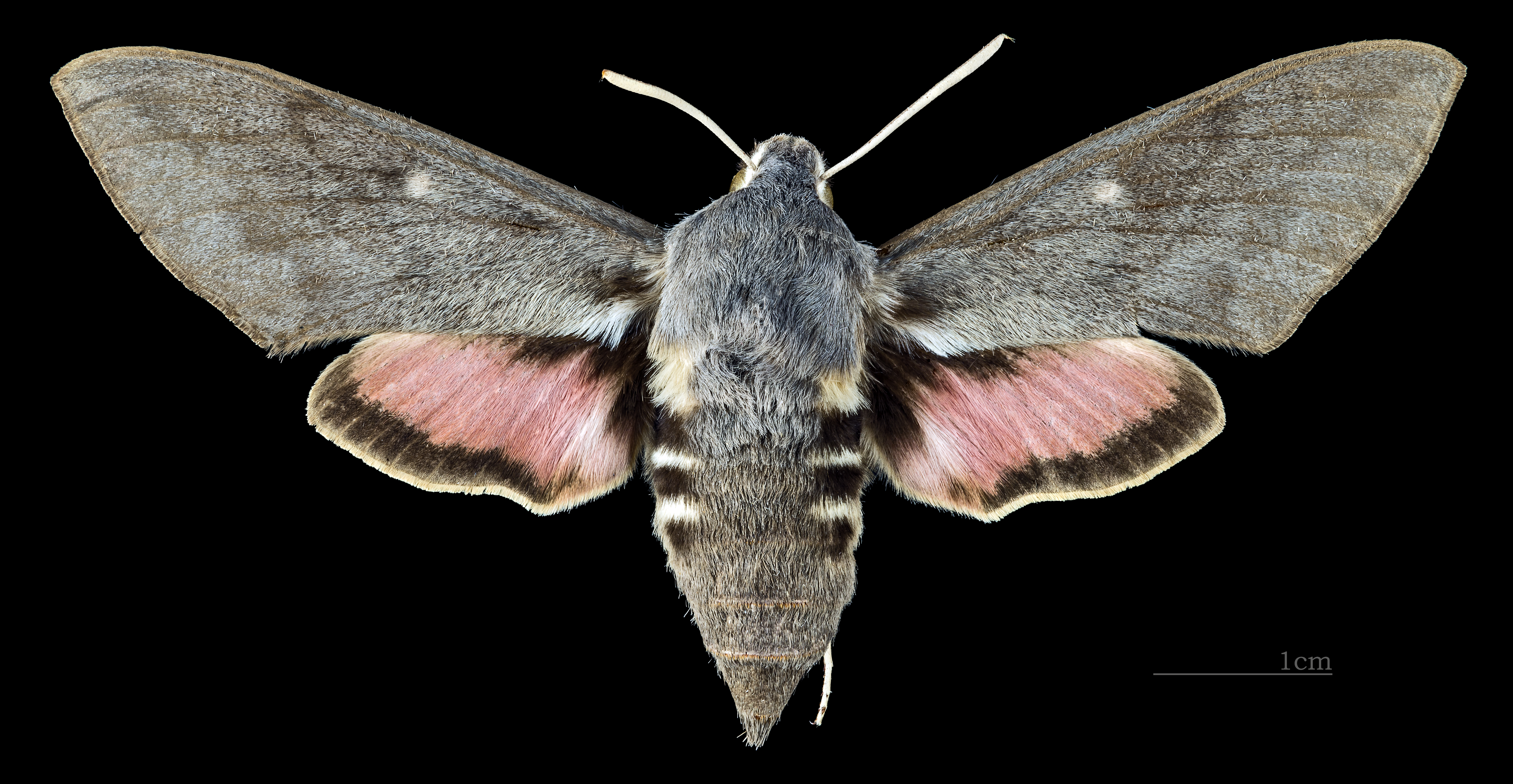
♀
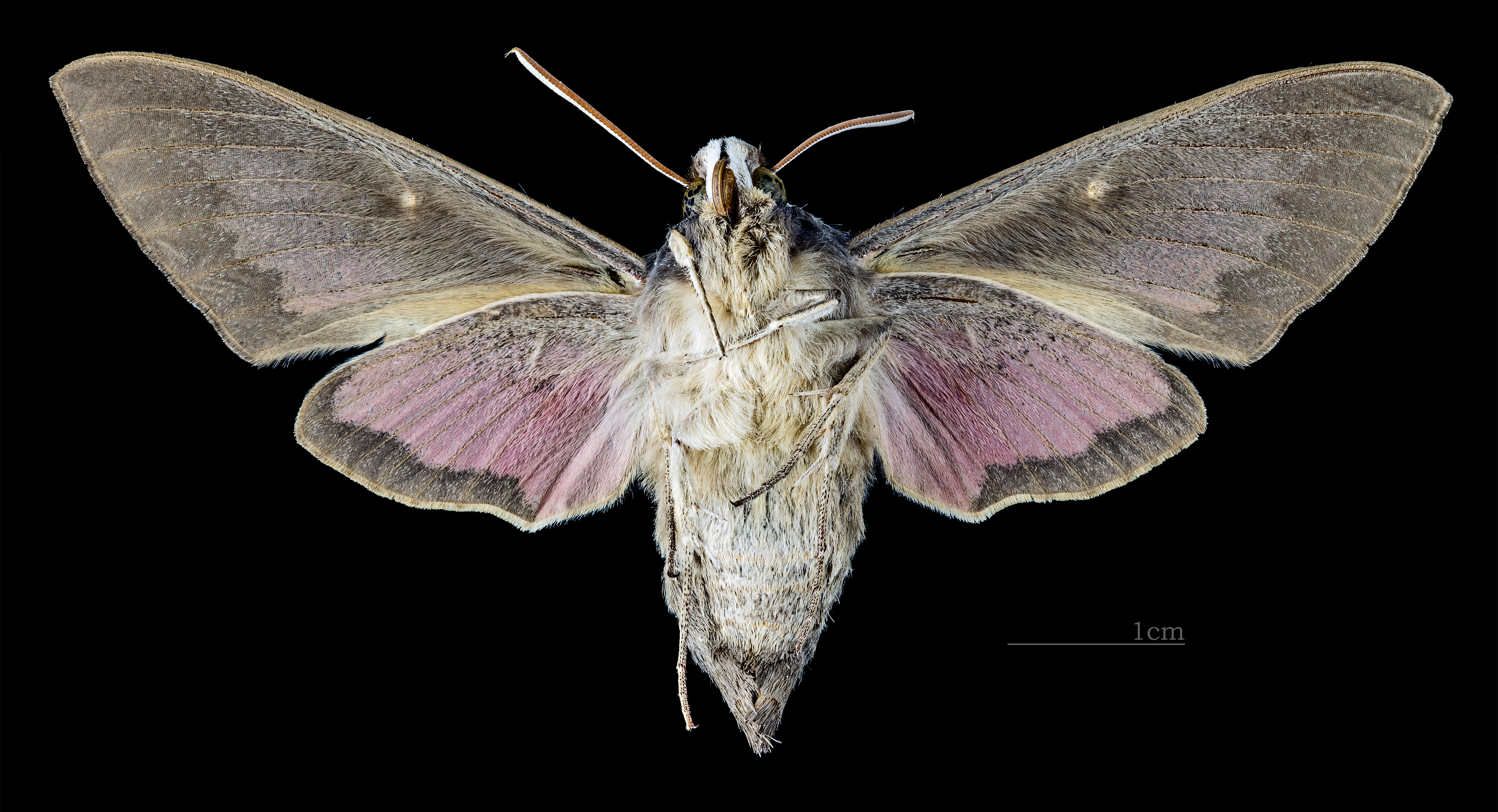
♀ △
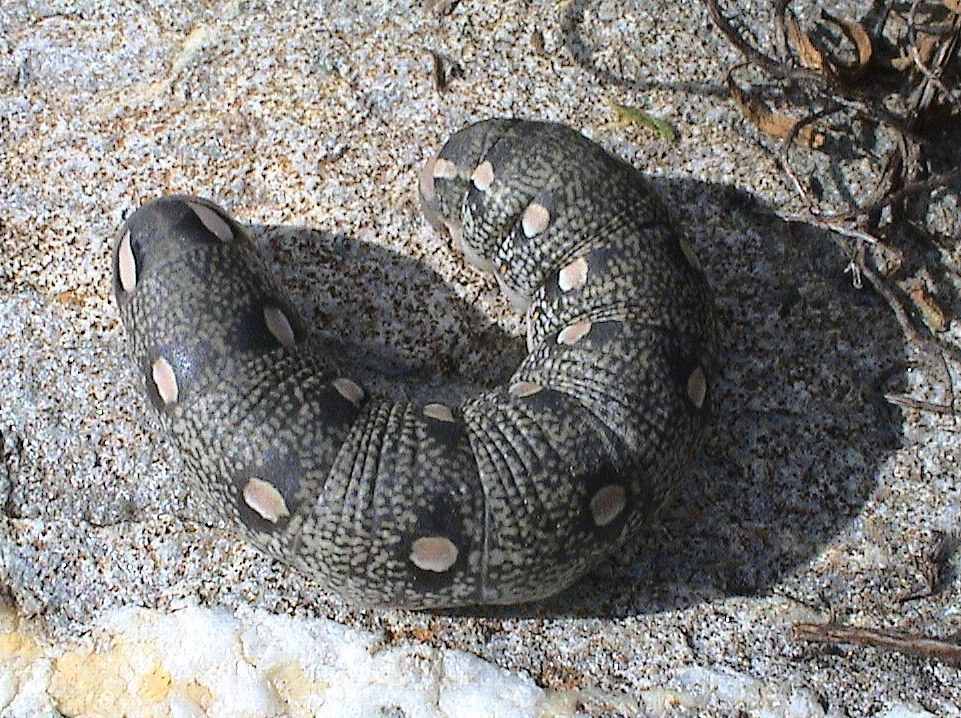
Гусеница

## Ареал
Юго-Западная Германия, Австрия, Швейцария, Италия, Чехия, Словакия, Польша, крайний запад Украины, западная Венгрия, Хорватия, Босния, Сербия, Албания, Малая Азия, Закавказье, Россия: Северный Кавказ.

## Время лёта
Лёт бабочек с мая по июль.

## Размножение
Гусеница длиной 60—80 мм, буро-серого цвета, с черноватыми точками. На каждом сегменте тела находится по красноватому глазку с черной каемкой. Характерный для большинства бражников рог отсутствует. На его месте находится красноватое пятно. Стадия гусеницы с июня по сентябрь. Кормовое растение — кипрей, реже — Oenothera и Galium. Куколка серо-бурого цвета с жёлто-бурым брюшком.